# Dooge-Ausschuss
Der Ad-hoc-Ausschuss für institutionelle Fragen, nach dem Ausschussvorsitzenden James Dooge meist als Dooge-Ausschuss bezeichnet, war eine 1984 vom Europäischen Rat eingesetzte Kommission, die Vorschläge für eine institutionelle Reform der Europäischen Gemeinschaft erarbeiten sollte. Sie erstellte einen Bericht, der 1985 auf dem Europäischen Rat von Mailand von den Staats- und Regierungschefs der EG angenommen wurde. Dieser Bericht legte den Grundstein für die Ende 1985 verabschiedete Einheitliche Europäische Akte.

## Vorgeschichte
Anfang der 1980er Jahre befand sich der Prozess der europäischen Integration in einer schweren Krise, die einerseits auf die Ölschocks von 1973 und 1979 und die dadurch verursachte Wirtschaftskrise, andererseits auf heftige interne Konflikte um die Finanzierung der Gemeinsamen Agrarpolitik und das Beharren Margaret Thatchers auf einer Reduzierung der britischen Beitragszahlungen an die EG zurückzuführen war. Diese als Eurosklerose bekannte Krisenphase wurde auf dem Europäischen Rat von Fontainebleau im Juni 1984 durchbrochen, auf dem die europäischen Staats- und Regierungschefs in den von Thatcher geforderten Britenrabatt einwilligten. Dennoch sah der Europäische Rat für eine Wiederbelebung des Integrationsprozesses weitere Maßnahmen für notwendig an. Zum einen sollte die Bürgernähe der Europäischen Gemeinschaft verbessert, zum anderen institutionelle Reformen durchgeführt werden, um die Entscheidungsfindung in Zukunft zu vereinfachen.
Zu diesem Zweck wurden zwei Ad-hoc-Kommissionen eingesetzt: Zum einen der Adonnino-Ausschuss, der Vorschläge für mehr Bürgernähe erarbeiten sollte, und zum anderen der Dooge-Ausschuss. Dieser umfasste elf Mitglieder – je einen Vertreter jedes der damals zehn Mitgliedsländer sowie der Europäischen Kommission – und wurde von dem irischen Konservativen James Dooge geleitet. Er stützte sich bei seinen Arbeiten unter anderem auf die Genscher-Colombo-Initiative von 1981 sowie auf den Verfassungsentwurf des Europäischen Parlaments, den dieses bis Anfang 1984 unter Federführung von Altiero Spinelli ausgearbeitet hatte.

## Vorgeschlagene Maßnahmen
Der Dooge-Bericht formulierte mehrere „vorrangige Zielsetzungen“, denen sich die EG bevorzugt zuwenden sollte, unter anderem die Vollendung des Europäischen Binnenmarkts, die Zusammenarbeit im Technologiebereich, den Ausbau des Europäischen Währungssystems und die Erweiterung der Eigenmittel der Europäischen Gemeinschaften. Zudem schlug er vor, der EG neue Kompetenzen zu geben, unter anderem in der Umweltpolitik, der Sozialpolitik, der Rechtspolitik und der Kulturpolitik. Des Weiteren sollte die Europäische Politische Zusammenarbeit in der Außen- und Verteidigungspolitik ausgebaut werden.
Um dies umzusetzen, schlug der Bericht vor, bei Entscheidungen im Rat der Europäischen Gemeinschaften in der Regel nach dem Mehrheitsverfahren abzustimmen und nur noch für einige Ausnahmefälle nach dem Einstimmigkeitsprinzip. Außerdem sollte die Europäische Kommission verkleinert und die Rolle des Kommissionspräsidenten gestärkt werden. Schließlich sollte auch das Europäische Parlament, das bis dahin kaum Kompetenzen besaß, nun an der Gesetzgebung beteiligt werden.
All diese Veränderungen sollten durch eine Reform des EWG-Vertrags institutionalisiert werden. Hierfür schlug der Dooge-Bericht die Einrichtung einer Regierungskonferenz vor.

## Folgen
Der Abschlussbericht der Dooge-Kommission wurde auf dem Europäischen Rat von Mailand am 28./29. Juni 1985 vorgestellt und von den europäischen Staats- und Regierungschefs verabschiedet. Er bildete die Grundlage für die Arbeiten der Regierungskonferenz, die auf demselben Ratsgipfel eingesetzt wurde, um eine Reform des EWG-Vertrags zu erarbeiten. Diese Reform, die im Dezember 1985 unter dem Namen Einheitliche Europäische Akte verabschiedet wurde, griff die meisten Anregungen des Dooge-Berichts auf. Allerdings wurden die vorgeschlagenen Veränderungen in der Arbeitsweise der Europäischen Kommission und die Stärkung des Europäischen Parlaments zunächst nicht in dieser Form umgesetzt. Erst durch spätere Vertragsreformen, insbesondere den Vertrag von Maastricht 1992 wurde das Parlament mit dem Mitentscheidungsverfahren in die EG-Rechtsetzung eingebunden.